# Ronde van Italië 1923
| Eindklassement      |                      |              |
| Algemeen klassement | Costante Girardengo  | 122h 28' 17" |
| Tweede              | Giovanni Brunero     | + 0' 37"     |
| Derde               | Bartolomeo Aymo      | + 10' 25"    |
| Vierde              | Federico Gay         | + 41' 25"    |
| Vijfde              | Ottavio Bottecchia   | + 45' 49"    |
| Zesde               | Giuseppe Enrici      | + 49' 30"    |
| Zevende             | Michele Gordini      | + 52' 15"    |
| Achtste             | Emilio Petiva        | + 55' 17"    |
| Negende             | Giovanni Trentarossi | + 1h 00' 29" |
| Tiende              | Angelo Gremo         | + 1h 12' 06" |
| (Bel)               | ... ()               | + ..' .."    |
| (Ned)               | ... ()               | + ..' .."    |
| Rode Lantaarn       | ... (38e)            | + .h ..' .." |
| Ploegenklassement   | Legnano              | ...h ..' .." |
| Tweede              | ...                  | -            |
| Derde               | ...                  | -            |

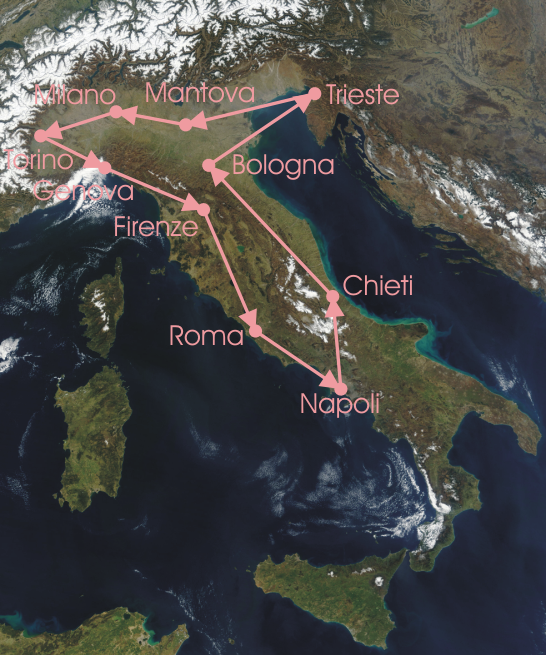
Ronde van Italië 1923

In 1923 ging de 11e Giro d'Italia op 23 mei van start in Milaan. Hij eindigde op 10 juni in Milaan. Er stonden 97 renners verdeeld over .. ploegen aan de start. Hij werd gewonnen door Costante Girardengo.
Aantal ritten: 10

Totale afstand: 3200 km

Gemiddelde snelheid: 26.129 km/h

Aantal deelnemers: 97

## Belgische en Nederlandse prestaties
In totaal namen er .. Belgen en .. Nederlanders deel aan de Giro van 1923.

### Belgische etappezeges
- In 1923 was er geen Belgische etappezege.

### Nederlandse etappezeges
- In 1923 was er geen Nederlandse etappezege.

## Etappe uitslagen
| Datum   | Etappe    | Parcours         | Afstand | Eerste                    | Tweede                     | Derde                      | Klassementsleider         |
| ------- | --------- | ---------------- | ------- | ------------------------- | -------------------------- | -------------------------- | ------------------------- |
| 23 mei  | etappe 1  | Milaan - Turijn  | 328 km  | Costante Girardengo (Ita) | Pietro Linari (Ita)        | Federico Gay (Ita)         | Costante Girardengo (Ita) |
| 25 mei  | etappe 2  | Turijn - Genua   | 312 km  | Bartolomeo Aymo (Ita)     | Pietro Linari (Ita)        | Federico Gay (Ita)         | Bartolomeo Aymo (Ita)     |
| 27 mei  | etappe 3  | Genua - Florence | 265 km  | Costante Girardengo (Ita) | Pietro Linari (Ita)        | Ernesto Ferrari (Ita)      | Bartolomeo Aymo (Ita)     |
| 29 mei  | etappe 4  | Florence - Rome  | 288 km  | Costante Girardengo (Ita) | Federico Gay (Ita)         | Michele Gordini (Ita)      | Bartolomeo Aymo (Ita)     |
| 31 mei  | etappe 5  | Rome - Napels    | 281 km  | Costante Girardengo (Ita) | Luigi Natale Lucotti (Ita) | Federico Gay (Ita)         | Bartolomeo Aymo (Ita)     |
| 2 juni  | etappe 6  | Napels - Chieti  | 283 km  | Costante Girardengo (Ita) | Giovanni Brunero (Ita)     | Giovanni Trentarossi (Ita) | Costante Girardengo (Ita) |
| 4 juni  | etappe 7  | Chieti - Bologna | 383 km  | Costante Girardengo (Ita) | Alessandro Tonani (Ita)    | Alfredo Sivocci (Ita)      | Costante Girardengo (Ita) |
| 6 juni  | etappe 8  | Bologna - Triëst | 362 km  | Costante Girardengo (Ita) | Michele Gordini (Ita)      | Domenico Schierano (Ita)   | Costante Girardengo (Ita) |
| 8 juni  | etappe 9  | Triëst - Mantua  | 357 km  | Alfredo Sivocci (Ita)     | Costante Girardengo (Ita)  | Michele Gordini (Ita)      | Costante Girardengo (Ita) |
| 10 juni | etappe 10 | Mantua - Milaan  | 341 km  | Costante Girardengo (Ita) | Alessandro Tonani (Ita)    | Pierino Bestetti (Ita)     | Costante Girardengo (Ita) |

 winnaars · 
roze trui · 
  puntenklassement · 
  bergklassement · 
 jongerenklassement · 
 intergiro · 
 ploegenklassement · 
 strijdlust · 
 zwarte trui
Giro d'Italia Next Gen · Giro Donne · Cima Coppi
 Belgische rozetruidragers · etappewinnaars
 Nederlandse rozetruidragers · etappewinnaars
Mannen:
1909 · 
1910 · 
1911 · 
1912 · 
1913 · 
1914 · 
1919 · 
1920 · 
1921 · 
1922 · 
1923 · 
1924 · 
1925 · 
1926 · 
1927 · 
1928 · 
1929 · 
1930 · 
1931 · 
1932 · 
1933 · 
1934 · 
1935 · 
1936 · 
1937 · 
1938 · 
1939 · 
1940 · 
1946 · 
1947 · 
1948 · 
1949 · 
1950 · 
1951 · 
1952 · 
1953 · 
1954 · 
1955 · 
1956 · 
1957 · 
1958 · 
1959 · 
1960 · 
1961 · 
1962 · 
1963 · 
1964 · 
1965 · 
1966 · 
1967 · 
1968 · 
1969 · 
1970 · 
1971 · 
1972 · 
1973 · 
1974 · 
1975 · 
1976 · 
1977 · 
1978 · 
1979 · 
1980 · 
1981 · 
1982 · 
1983 · 
1984 · 
1985 · 
1986 · 
1987 · 
1988 · 
1989 · 
1990 · 
1991 · 
1992 · 
1993 · 
1994 · 
1995 · 
1996 · 
1997 · 
1998 · 
1999 · 
2000 · 
2001 · 
2002 · 
2003 · 
2004 · 
2005 · 
2006 · 
2007 · 
2008 · 
2009 · 
2010 · 
2011 · 
2012 · 
2013 · 
2014 · 
2015 · 
2016 · 
2017 · 
2018 · 
2019 · 
2020 · 
2021 · 
2022 · 
2023 · 
2024 · 
2025
Vrouwen:
1988 · 
1989 · 
1990 · 
1991 ·
1992 ·
1993 · 
1994 · 
1995 · 
1996 · 
1997 · 
1998 · 
1999 · 
2000 · 
2001 · 
2002 · 
2003 · 
2004 · 
2005 · 
2006 · 
2007 · 
2008 · 
2009 · 
2010 · 
2011 · 
2012 ·
2013 · 
2014 ·
2015 ·
2016 ·
2017 ·
2018 ·
2019 ·
2020 ·
2021 ·
2022 ·
2023 ·
2024 ·
2025